# 科图马加良伊斯-迪米纳斯
科图马加良伊斯-迪米纳斯是巴西米纳斯吉拉斯州的一个市镇。总面积484.045平方公里，总人口4332人，人口密度8.9人/平方公里。